# Kophene snelleni
Kophene snelleni är en fjärilsart som beskrevs av Franciscus J.M. Heylaerts 1890. Kophene snelleni ingår i släktet Kophene och familjen säckspinnare. Inga underarter finns listade i Catalogue of Life.